# Roland Berthon
Pour les articles homonymes, voir Berthon.
Roland Berthon est un artiste peintre expressionniste français né le 19 juin 1909 au Vésinet et mort le 22 novembre 1990 dans le 15e arrondissement de Paris.

## Biographie
L'amitié d'Édouard Vuillard et des Nabis l'oriente dans un premier temps vers « une peinture intimiste aux coloris discrets ».
Inventeur d'une technique de fresque consistant en la teinture du mortier dans la masse et non plus en sa peinture en surface, on lui doit les copies des fresques romaines du Musée des monuments français installé dans le palais de Chaillot à Paris.
Installé au 17, avenue de Beaufremont à La Celle-Saint-Cloud, il  meurt en novembre 1990 à Paris.

## Expositions

### Expositions personnelles
- Roland Berthon - La comédie humaine, Galerie Bing, 174 rue du Faubourg-Saint-Honoré, Paris, mai-juin 1964[3].

### Expositions collectives
- Salon de mai, Paris, 1954-1958[2].
- Salon des réalités nouvelles, Parc floral de Paris, 1973[2].
- Rencontre : Hermann Amann et Roland Berthon, aéroport de Paris Orly Sud, mai-juin 2000.
- Et que l'aventure continue… Art contemporain, collection Philippe Delaunay, Musée des Beaux-Arts de Bernay, juin-septembre 2014[4].

## Réception critique
- « Une facture dense et riche, un dessin d'une prodigieuse ampleur et un parti de schématisation poussé jusqu'à l'outrance. » - Waldemar-George[3]
- « Roland Berthon a réalisé une œuvre expressive et puissante, une "comédie humaine" décrite avec virulence. » - Gérald Schurr[5]

## Collections publiques
- Musée de Grenoble, Double figure, huile sur toile 162x154,8cm, avant 1964[6].
- Fonds national d'art contemporain, Puteaux :
  - Le boucher, huile sur toile 130x116cm, 1962[7].
  - L'homme, huile sur toile 116x89cm, en dépôt à la mairie de Crest (Drôme)[8].
  - La dispute, technique mixte sur panneau 122x154cm, 1960, en dépôt à la mairie de Laon[9].
  - Personnage dans une composition, technique mixte sur toile 116x89cm, en dépôt à la mairie de Laon[10].
  - Intérieur aux fenêtres, peinture 127x160xm, avant 1937, en dépôt au musée de Skikda[11].